# Costaceae
Costaceae is een botanische naam, voor een familie van eenzaadlobbige planten. Een familie onder deze naam wordt de laatste decennia algemeen erkend door systemen voor plantensystematiek, en zo ook door het APG-systeem (1998) en het APG II-systeem (2003). Eerder werden deze planten vaak geplaatst in de familie Zingiberaceae.
Het is een niet al te grote familie van honderd tot tweehonderd soorten in waarschijnlijk vier genera. De verspreiding is pantropisch.